# Війна і мир (фільм, 1967)
«Війна і мир»  (рос. «Война и мир») — російський радянський художній фільм 1967 року у чотирьох частинах, за однойменним романом російського письменника Льва Толстого. Лідер прокату в СРСР.
Фільм, який знімали протягом семи років, виявився найдорожчим фільмом ($100 млн на час зйомок — з урахуванням інфляції — майже $500 млн) навіть за світовими мірками. І хоча гігантська масовка у 120 тисяч солдатів, згадана в книзі рекордів Гіннеса, обійшлася практично безкоштовно (було спеціально створено кавалерійський полк — розформований на початку 1960-х), це найдорожча постановка за всю історію радянського кіно: при середній вартості односерійного повнометражного фільму в 400 000 крб. кошторис фільму становив 18 000 000 крб.

## Сюжет
Перша серія — «Андрій Болконський». Зображено загін князя Багратіона, що здійснює перехід через гори, — найкоротшим шляхом, щоб закріпитися біля Шенграбену, затримати французів. Війна зображена як важка праця. Битва при Шенграбені сприймається переважно через князя Андрія (В'ячеслав Тихонов), проте передано ставлення до того, що відбувається і інших героїв — капітана Тушина і юнкера Миколи Ростова.
Режисерська розробка епізодів спиралася на метод Толстого, який поєднував різні масштаби сприйняття однієї і тієї ж події. На правому фланзі загону режисер поміщає самого Багратіона і князя Андрія. На лівому — бій, немов би побачений очима Ростова. Нарешті, в центрі позиції знаходиться батарея Тушина. На екрані натхненно передана виняткова мужність рядових солдатів, бойовий дух армії.
Друга серія —"Наташа Ростова" — змальовує потік старого російського життя. Епізоди показують перший бал Наташі, сцени полювання, життя П'єра з його душевними стражданнями, зустрічі князя Андрія і Наташі, святочні катання.
Третя серія називається «1812 рік». Спочатку вона повторює епізод вторгнення. Режисерові це важливо не тільки тому, що в прокат фільм виходив блоками: перші дві серії у 1966 році, інші — у 1967, і необхідно було нагадати глядачам про час екранної дії, але й тому, що режисер-постановник Сергій Бондарчук прагнув підкреслити силу небезпеки, яка загрожувала Росії. У третій серії на перший план виступає «рій» — рід, народ. Головну увагу в цій прекрасно поставленій серії Бондарчук приділяє всенародному протистоянню ворогові.
Четверта серія — «П'єр Безухов» — повертає нас до Бородіно. Режисер не поспішаючи розлучатися з учасниками битви, відтворює її хід. Головним героєм цієї кінорозповіді стає П'єр. Доля Безухова поєднується з долею всього народу, його душевний настрій співзвучний настрою москвичів, ображених мародерством загарбників, настрою солдатів Кутузова. Показується прозріння П'єра, який бачив палаючу Москву та пройшов через полон.
Вітчизняна війна 1812 року здесятерила силу єднання людей. Фільм особливо підкреслює це в образах П'єра і Кутузова. Завершується фільм тріумфальним епізодом. Після поразки супротивника під Червоним, коли було захоплено безліч французьких прапорів з орлами, Кутузов наказує їм «схилити голови» перед Росією.
Лідер радянського прокату:
- 1-а серія — «Андрій Болконський» (1966, 1 місце, 58.3 млн глядачів);
- 2-я серія — «Наташа Ростова» (1967, 9 місце, 36.2 млн глядачів);
- 3-я серія — «1812 рік» (1967, 29 місце, 21 млн глядачів);
- 4-я серія — «П'єр Безухов» (1967, 19.8 млн глядачів).

## У ролях
- Александров Родіон Олександрович — Балашов
- Арепіна Ія Олексіївна
- Барушний Олександр Йосипович
- Бахарь Олексій Олександрович — російський солдат
- Бондарчук Сергій Федорович — П'єр Безухов
- Борисов Олександр Федорович
- Бубнов Микола Миколайович
- Вертинська Анастасія Олександрівна — Ліза Болконська
- Глазирін Олексій Олександрович
- Головко Кіра Миколаївна — графиня Ростова
- Грантиньш Яніс Адольфович
- Гринько Микола Григорович — Десаль
- Губанова Ірина Ігорівна — Соня
- Давидова Людмила Петрівна — княжна Безухова
- Анатолій Дегтярь — російський солдат
- Сергій Єрмілов — Петя Ростов
- Єфремов Олег Миколайович — Долохов
- Жеваго Іван Семенович — солдат
- Захава Борис Євгенович — Кутузов
- Капніст Марія Ростиславівна — дама на балу
- Кміт Леонід Олександрович
- Коміссаров Олександр Данилович
- Коновалова Світлана Сергіївна — кухарка
- Кравченко Галина Сергіївна — Жюлі Карагіна
- Кторов Анатолій Петрович — Микола Андрійович Болконський
- Лановий Василь Семенович — Анатоль Курагін
- Леонідов Юрій Леонідович — Несвицький
- Лєбєдєв Олександр Іванович — російський солдат
- Марцевич Едуард Євгенович — Борис Друбецький
- Мілляр Георгій Францевич — Морель
- Мордюкова Нонна Вікторівна — Анісья Федорівна
- Мурганов Віктор Олександрович — Олександр I
- Никоненко Сергій Петрович — російський офіцер
- Половикова Клавдія Михайлівна — Друбецька
- Поляков Лев Олександрович — Лористон
- Рибников Микола Миколайович — Денисов
- Савельєва Людмила Михайлівна — Наташа Ростова
- Савін Петро Миколайович — Тимохін
- Скобцева Ірина Костянтинівна — Елен Безухова
- Смірнов Олексій Макарович — штабний офіцер
- Смирнов Борис Олександрович — князь Василь
- Станицин Віктор Якович — Ілля Андрійович Ростов
- Степанова Ангеліна Йосипівна — Анна Павлівна Шерер
- Стржельчик Владислав Гнатович — Наполеон
- Олег Табаков — Микола Ростов
- Тихонов В'ячеслав Васильович — Болконський
- Трофимов Микола Миколайович — Тушин
- Тяпкіна Олена Олексіївна — Ахросімова
- Джемма Фірсова — Кіті
- Хмельницький Борис Олексійович — ад'ютант батька П'єра Безухова
- Чекан Станіслав Юліанович — Тихон Щербатий
- Гіулі Чохонелідзе — Багратіон
- Георгій Шаповалов
- Шуранова Антоніна Миколаївна — княжна Марія

## Знімальна група
- Режисер — Сергій Бондарчук
- Сценаристи — Сергій Бондарчук, Василь Соловйов
- Оператор — Анатолий Петрицкий (совм. з О. Шеленковим, I. Чен)
- Художники-постановники — М. Богданов, С. Меняльщиков, Г. Мясников, С. Валюшко, А. Дегтяр
- Художник з костюмів — Михайло Чіковані
- Композитор — В'ячеслав Овчинников
- Звукорежисери — Юрій Михайлов, Ігор Урванцев

## Нагороди
- 1965 — МКФ в Акапулько (Гран-прі — Сергій Бондарчук)
- 1965 — МКФ у Венеції (Почесний диплом — Сергій Бондарчук)
- 1965 — МКФ у Москві (Великий приз — Сергій Бондарчук)
- 1965 — МКФ у Москві (Спеціальний диплом за найкращий дебют — Людмила Савельєва)
- 1966 — VII конгрес МАНК у Празі (За складні рухи камери)
- 1966 — Конкурс Японської асоціації любителів кіно «Роей» (Найкращий фільм року — Сергій Бондарчук)
- 1968 — Асоціація кінокритиків Нью-Йорку (Первый приз лучшему иностранному фильму года — Сергій Бондарчук)
- 1968 — Премія «Оскар» Американської академії кіномистецтва (Найкращий іноземний фільм — Сергій Бондарчук)
- 1973 — МКФ у Соренто (Приз за найкраще виконання ролі — Людмила Савельєва)

## Технічні дані
- ЗОБРАЖЕННЯ — негатив широкоформатний 70 мм, Шосткінський завод
- кінопрокатні копії:
- широкий формат — 70 мм співвідношення сторін 2,2:1. ORWO COLOR
- широкий екран з магнітною фонограмою — 35 мм, 2,35:1
- широкий екран з оптичною фонограмою — 35 мм, 2,35:1
- звичайний екран — 35 мм і 16 мм, 1,37:1
- Звук:
- широкоформатна версія — стерео 6 каналів (система 5+1, 5 за екраном + 1 канал зали)
- широкоекранна версія — стерео 4 канали магнітна фонограма, моно — оптична фонограма
- звичайний екран — моно, оптична фонограма

## Факти
- Сергій Федорович дуже ретельно підійшов до зйомок фільму, у нього вдома стояло 90 томів старого видання Толстого, і кожна сторінка покреслена примітками. Ірина Скобцева згадує, що за 37 років шлюбу лише один раз бачила як чоловік плакав, це було якраз на майданчику «Війни і миру». Зняли велику панорамну сцену — «Відступ». Матеріал відправили до лабораторії на проявку. І прийшла відповідь — «плівка бракована». Від відчаю у Сергія Федоровича навернулися сльози. На жаль, знімали на вітчизняну експериментальну плівку.[4]

- Сергій Бондарчук дуже цікаво співпрацював з акторами. Спогади актриси Людмили Савельєвої: «Одного разу мені треба було зіграти дуже важку сцену: Наташі не дозволили втекти з Курагіним, вона лежить, закривши голову руками, не хоче жити, поряд — тітка Ахросімова. Сергій Федорович зробив дуже багато дублів звертаючи увагу лише на актрису, яка грала Ахросімову. Їй говорить: Розумниця, а мені — ні слова. Я ж не знаю, як грати істерику, як потрібно плакати. І врешті-решт, скривджена, засмучена, я видала істерику справжнісіньку. І тоді стали мене знімати. Тільки потім я зрозуміла, що Сергій Федорович цього якраз і добивався».[5]
- Один колекціонер приніс на знімальний майданчик справжні пістолети часів війни 1812 року для сцени дуелі, інші пропонували антикварні меблі, посуд, одяг. Із Музею Кремля прислали для Кутузова табакерку, а для Елен шаль із Ермітажу та інші експозиційні речі.[6]
- Батальні сцени в цьому фільмі, такі як Бородінська битва або пожежа Москви 1812 року, знімалися при активній участі армії й спеціально створеного для зйомок кавалерійського полку. У масових сценах знімалося понад 120 тисяч солдатів-статистів. Для зйомок було пошито більше 35 000 костюмів.[7]
- Робота над радянською екранізацією почалася у 1961 році, безпосередні зйомки почалися у 1963 році. Остання частина фільму вийшла аж у 1968 році. Таким чином, на випуск фільму пішло близько 7 років, з яких 3 роки пішло на зйомку «1812 року». Як тоді жартували у «Радянському екрані» — «розглядається пропозиція про введення в склад знімальної групи справжнього генерала — для того, що б він закінчив „війну дванадцятого року“ одним блискавичним ударом».
- У американському прокаті фільм «урізали» на 1 годину.
- Найдорожчий фільм в історії, бюджет більше $100 000 000, з урахуванням інфляції більше $560 000 000[8].
- Один з радянських фільмів, який отримав премію «Оскар» (1968).
- У масовій сцені битви при Бородіно брало участь близько 120 тисяч чоловік (факт занесений до книги рекордів Гіннеса). Швидше за все — це перебільшення, оскільки в будь-якому кадрі «битви» одночасно знаходиться не більше трьох тисяч чоловік. Охочі можуть легко перевірити цей факт (при цьому треба враховувати кадри з «накладенням» двох планів один на одного).
- Робота над фільмом починалася важко. Не витримавши владного характеру Бондарчука, від нього пішли другий режисер, деякі актори і оператори. Сам Сергій Федорович ледь не помер — в 1965-му році у нього на декілька хвилин зупинилося серце, він пережив клінічну смерть.

## Зноски
1. ↑  http://www.imdb.com/title/tt0062455/
2. ↑  http://www.filmaffinity.com/en/film779137.html
3. 1 2  Freebase Data Dumps — Google.
4. ↑  Про що мовчав Сергій Бондарчук. Архів оригіналу за 26 серпня 2009. Процитовано 30 березня 2008.
5. ↑  Цікаві факти. Архів оригіналу за 31 березня 2008. Процитовано 30 березня 2008.
6. ↑  Інтерв'ю Скобцевої
7. ↑  {http://provse.net.ua/ukr/index.php?option=com_content&task=view&id=56&Itemid=34 [Архівовано 28 грудня 2007 у Wayback Machine.] Війна і мир]
8. ↑  IMDB [Архівовано 24 січня 2008 у Wayback Machine.](англ.) — Цікаві факти про фільм на сайті IMDB